# Schack August Steenberg Krogh
Schack August Steenberg Krogh (Grenå, 15 de novembro de 1874 — Copenhague, 13 de setembro de 1949) foi um professor dinamarquês no departamento de zoofisiologia da Universidade de Copenhagen de 1916 a 1945. Ele contribuiu com vários descobertas fundamentais em vários campos da fisiologia e é famoso por desenvolver o Princípio de Krogh.
Em 1920, August Krogh recebeu o Prêmio Nobel de Fisiologia ou Medicina pela descoberta do mecanismo de regulação dos capilares no músculo esquelético. Krogh foi o primeiro a descrever a adaptação da perfusão sanguínea nos músculos e outros órgãos de acordo com as demandas por meio da abertura e fechamento das arteríolas e capilares.
Além de suas contribuições para a medicina, Krogh também foi um dos fundadores do que hoje é o Novo Nordisk.

## Vida
Ele nasceu em Grenaa, na península de Djursland, na Dinamarca, filho de Viggo Krogh, um construtor naval. Sua mãe era uma Romni. Ele foi educado no Aarhus Kedralskole em Aarhus. Ele frequentou a Universidade de Copenhagen graduando-se em 1899 e obtendo um doutorado Ph.D. em 1903.
Krogh foi um pioneiro em fisiologia comparada. Ele escreveu sua tese sobre a respiração através da pele e pulmões em sapos: Respiratory Exchange of Animals, 1915. Mais tarde Krogh empreendeu estudos de homeostase de água e eletrólitos de animais aquáticos e publicou os livros: Osmotic Regulation (1939) e Comparative Physiology of Mecanismos respiratórios (1941). Ele contribuiu com mais de 200 artigos de pesquisa em revistas internacionais. Foi construtor de instrumentos científicos, dos quais vários tiveram considerável importância prática, como o espirômetro e o aparelho de medição da taxa metabólica basal.
Krogh começou a lecionar na Universidade de Copenhagen em 1908 e em 1916 foi promovido a professor titular, tornando-se o chefe do primeiro laboratório de fisiologia animal (zoofisiologia) da universidade.
Marie, uma médica que tinha pacientes com diabetes tipo 1, ela mesma sofria de diabetes tipo 2 e estava naturalmente muito interessada na doença. Junto com um médico, Hagedorn, August e Marie Krogh fundaram o Nordisk Insulinlaboratorium, onde Krogh fez contribuições decisivas para estabelecer uma produção dinamarquesa de insulina por extração do hormônio com etanol das glândulas pancreáticas de porcos.
Na década de 1930, Krogh trabalhou com dois outros ganhadores do Nobel, o radioquímico George de Hevesy e o físico Niels Bohr na permeabilidade de membranas a água pesada e isótopos radioativos e, juntos, conseguiram obter o primeiro ciclotron da Dinamarca para experimentos em animais e plantas fisiologia, bem como no trabalho odontológico e médico.

## Publicações
- The Respiratory Exchange of Animals and Man (A troca respiratória dos animais e do homem) (1916)
- Osmotic Regulation in Aquatic Animals (Regulação Osmótica em Animais Aquáticos) (1939)
- The Comparative Physiology of Respiratory Mechanisms (A Fisiologia Comparativa dos Mecanismos Respiratórios) (1941)

## Família
Casou-se com Marie Jorgenson em 1905. Muito do trabalho de Krogh foi realizado em colaboração com sua esposa, Marie Krogh (1874-1943), uma renomada cientista por seus próprios méritos.
August e Marie tiveram quatro filhos, o mais jovem dos quais, Bodil, nasceu em 1918. Ela também era fisiologista e se tornou a primeira mulher a presidente da American Physiological Society em 1975. Bodil casou-se com outro eminente fisiologista, Knut Schmidt-Nielsen.